# ネズミモチ
ネズミモチ（鼠糯、鼠黐、Ligustrum japonicum）はモクセイ科イボタノキ属の樹木。高さ8メートルほどになり、紫黒色に熟した果実がネズミの糞を連想させ、全体がモチノキに似ている。暖地に自生するとともに、公園などに植えられている。「タマツバキ」の別称も用いられる。

## 名称
和名ネズミモチは、果実がネズミの糞に似ており、姿や葉がモチノキに似ることから名付けられたものである。別名で、タマツバキともよばれている。

## 分布・生育環境
日本では、関東地方以西の本州・四国・九州・琉球列島に広く見られ、国外では台湾と中国の分布が知られる。低地や低山の林内や林縁に生え、人家にも植栽される。照葉樹林における代表的な陽樹であり、森林内の開けたところや山火事のあとなどに多数見られる。

## 特徴
山地の野生する常緑広葉樹の低木または小高木で、高さ5 - 8メートルほどになる。よく横枝を出して、塊状の樹形になる。茎は灰褐色をしており、その表面に多数の粒状の皮目が出る。
葉は対生し、葉身は長さ4 - 8センチメートル (cm) の卵形や楕円形で、葉縁に鋸歯はなく、厚手で革質、表面にはつやがある。葉柄は長さ5 - 12ミリメートル (mm) 、紫色を帯びることが多い。
花期は初夏（5 - 6月ころ）。新しい枝先に花序を出して、白い小花を円錐状に多数咲かせて目立つ。枝先につく花序は円錐形で特有の異臭があり、長さ5 - 12 cm、多数の花をつける。花は筒状で、径5 - 6 mm、花冠は白く、中程まで四つに割れ、それぞれが反り返る。雄しべはこの花冠の裂け目の内の対面する二つのところから出て、花冠の裂片くらいの長さがまっすぐに突き出る。花序が多数出るため、木全体に真っ白の花の塊が散らばったようになり、遠目にもよく目立つ。また、ハナムグリなどもよく集まる。
結実までに落花するものが多く、花の数に比べて果実がつく数は少ない。果実は長さ8 - 10 mmの棒状に近い楕円形で、はじめ緑、後に表面に粉を吹いて、秋には紫黒色に熟する。
全体に大型な種はトウネズミモチ（学名：Ligustrum lucidum）で、果実は同様に薬用にする。

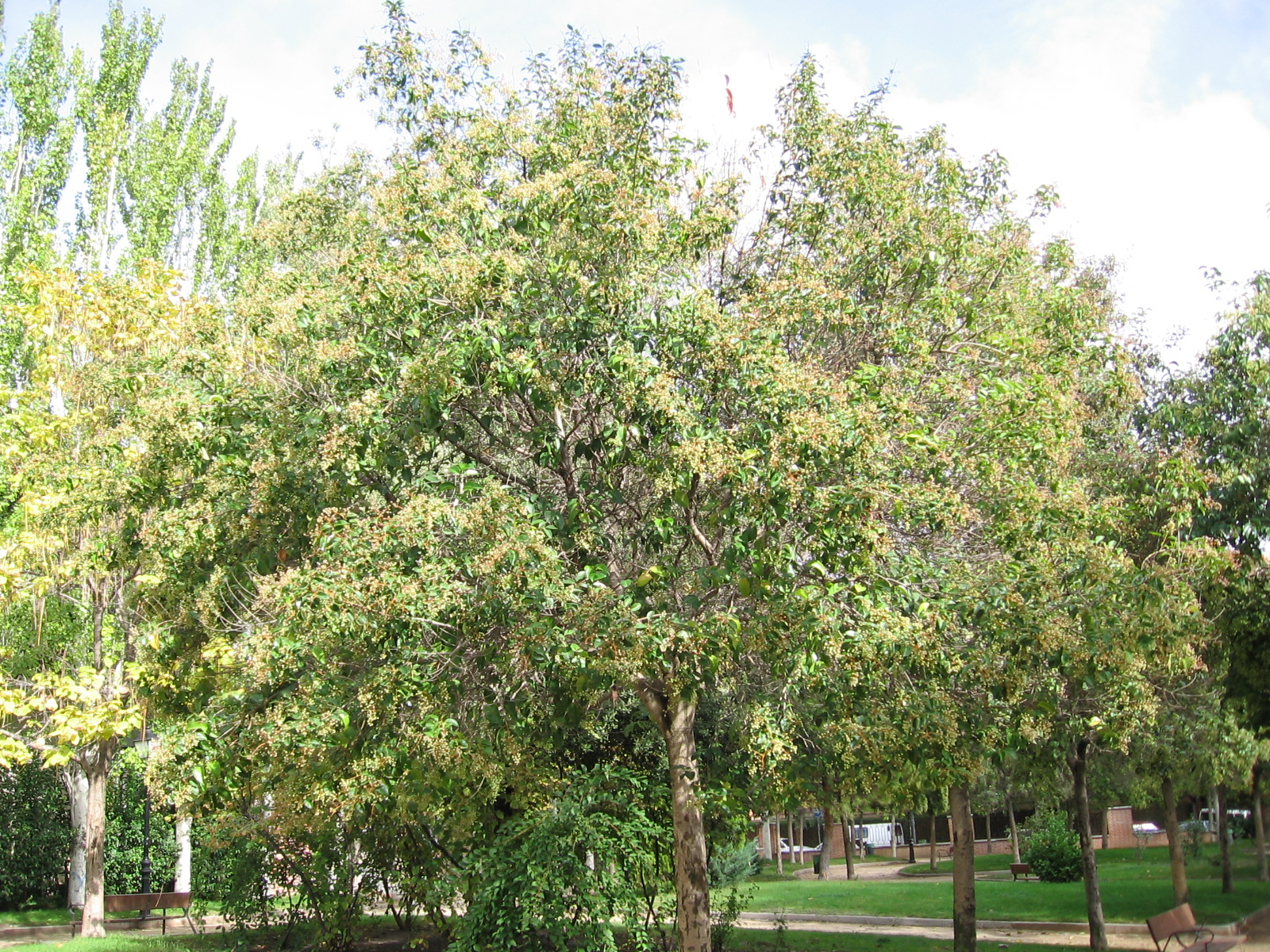
樹形
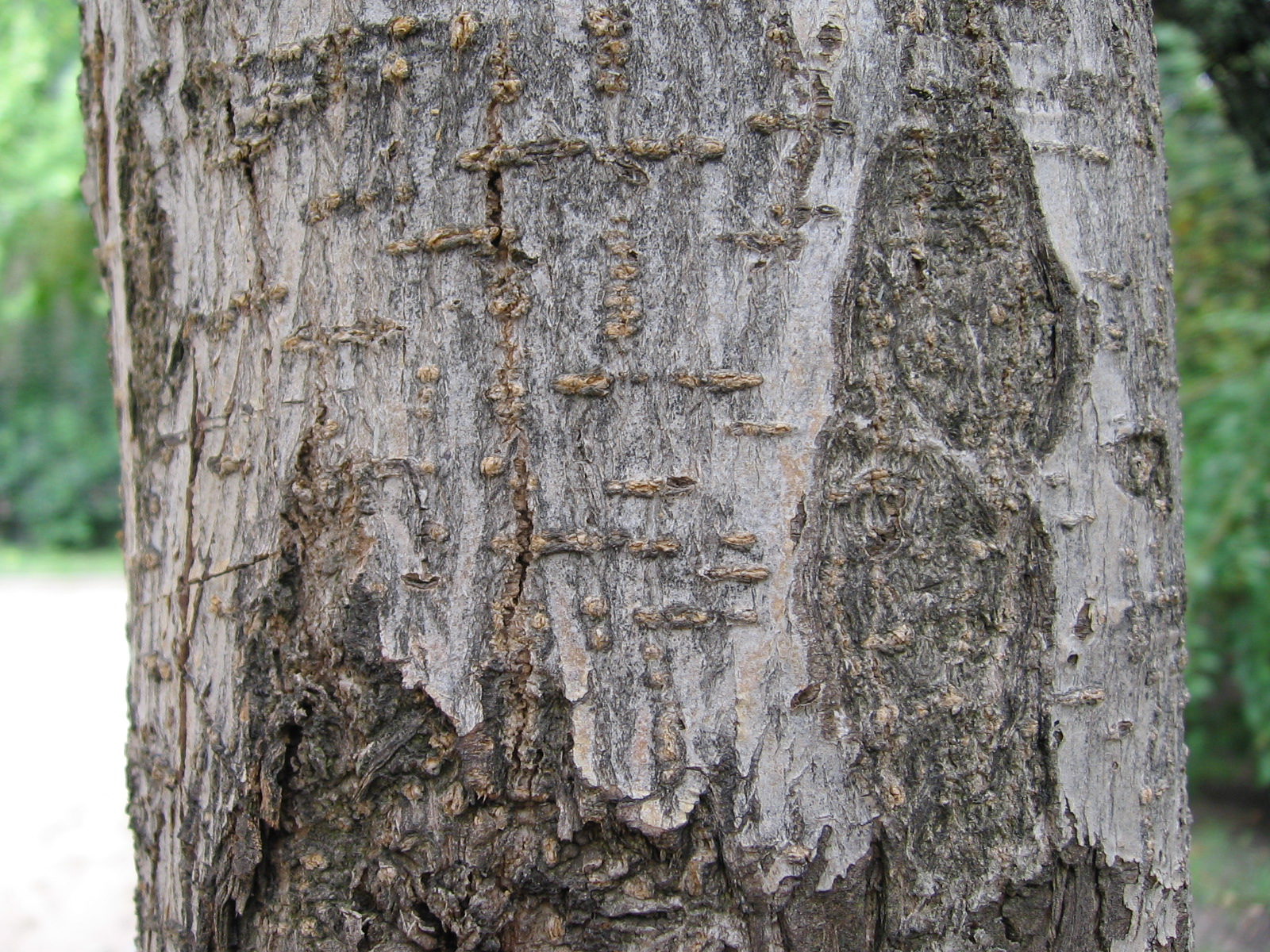
樹皮
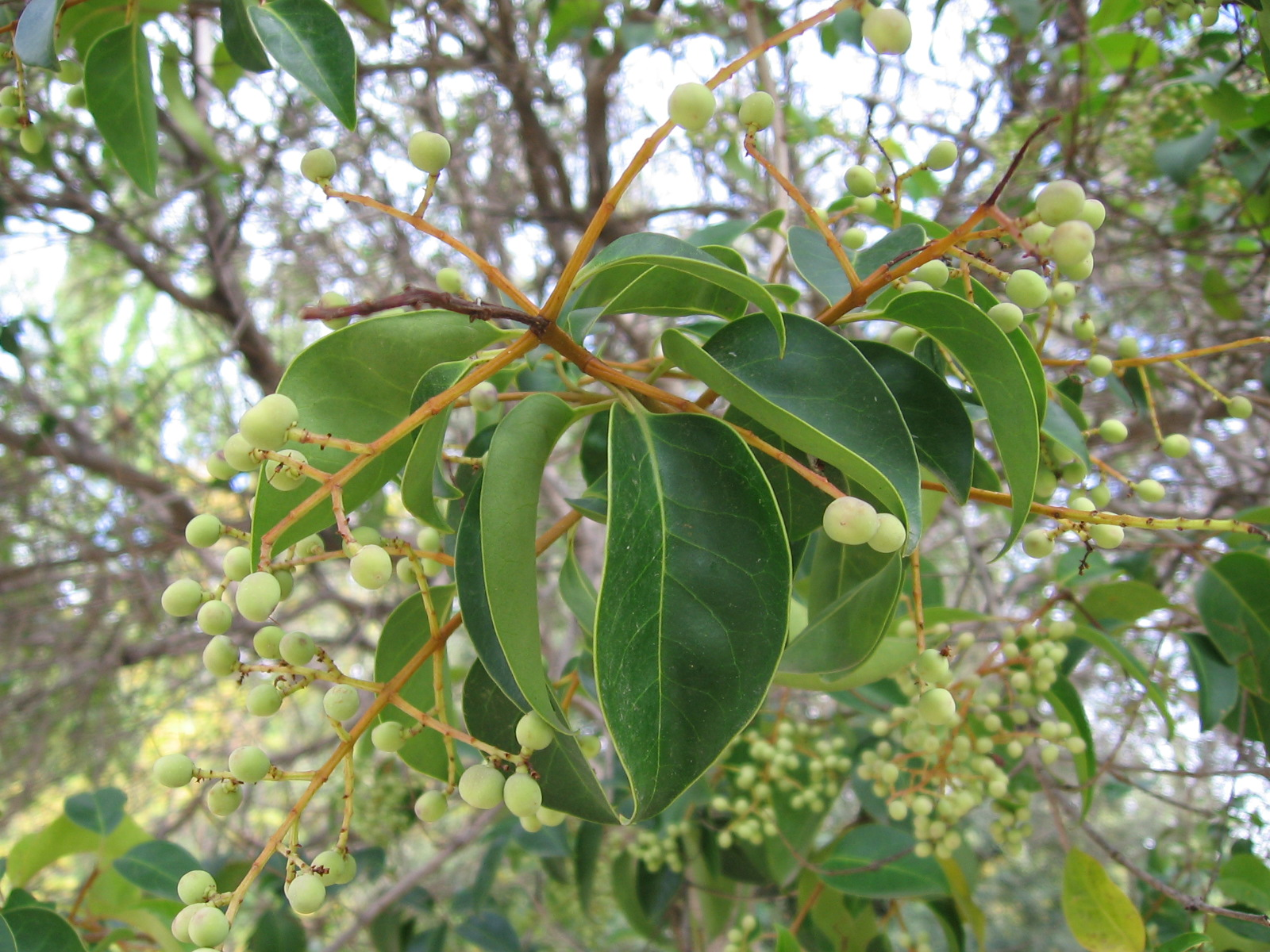
葉

## 利用
観賞価値は低いが、潮風や煤煙に強く、安価かつ都市部など日照土質の劣悪に耐える堅強さから、防風樹や街路樹や生け垣の穴埋め（植えつぶし）として利用される。
やや寒さに弱いため、利用は関東以西が中心。フクロモチ var. rotundifolium は葉が丸くなり、枝が詰まって生じるもので、園芸品である。ただし近年は後述のトウネズミモチもよく使われる。
黒紫色に熟して日干し乾燥した果実は和女貞子（わにょていし）もしくは、女貞子（じょていし）と称する生薬で、滋養強壮目的などに漢方薬で使われる。生薬名に「和」とつくのは、中国種トウネズミモチの果実を同様に生薬にした女貞子と区別するためである。薬用に使われる果実には、配糖体のシリンギンや、タンニン、ステアリン酸、リノール酸、パルミチック酸、オレアノール酸、ウルソール酸、蝋質、ブドウ糖、マニトールなどを含んでいる。脂肪中のリノール酸は、血管内のコレステロールの沈着を抑制する作用があり、動脈硬化の予防に役立つと考えられている。オレアノール酸やウルソール酸などは、滋養強壮に役立つとされている。
民間療法では、疲労回復、虚弱体質などの強壮保健、風邪のときの解熱剤として、陰干しにした果実1日量3 - 10グラムを水400 - 600 ccで半量になるまでとろ火で煮詰めた煎じ汁（水性エキス）を、食間3回に分けて服用する用法が知られている。いわゆる老化防止の薬草で、若白髪、視力減退、目がかすむようなときにもよいともいわれている。冷え症で胃腸が冷えやすい人に対して、服用は禁忌とされる。その一方で、35度の焼酎1リットルに対して和女貞子100グラムの割合で浸して、3か月冷暗所で寝かせて女貞子酒をつくり、毎晩就寝前に盃1杯ほど飲むと、冷え症や低血圧の保健に役立つとされる。また、乾燥した葉を茶葉のように使うか煎じて飲む方法もあるが、渋みが強い。

## 分類
日本では同属にイボタノキなどがあり、似たような場所に生えるものもあるが、ほとんどは落葉性であり、この種のような厚ぼったい葉を持つものではないため、区別は簡単である。
ただし、中国原産のトウネズミモチは非常によく似ているうえ、あちこちで栽培されることが多いため、混乱を生じている。葉を裏から日にかざして見ると、本種は葉が厚くて葉脈（側脈）が透けて見えないが、似たトウネズミモチは葉脈が透けて見える。また、本種の果実は楕円形である（トウネズミモチの果実は球形に近い）。しかし、特に葉だけでの区別は困難で、またトウネズミモチが野外に出る様子もあるため、やっかいなことがある。

## その他
この植物は、枝を枯らすとすぐに葉が脱落する。押し葉標本ではまず一枚の葉も残らない。離層が出来る前に殺そうと薬品処理すると、その時点で葉が落ちることさえある。
花は夏の季語、実は冬の季語である。